# Relações entre Brasil e Estados Unidos
As relações entre Brasil e Estados Unidos englobam o conjunto de relações diplomáticas, econômicas, históricas e culturais estabelecidas entre o Brasil e os Estados Unidos. Estão entre as mais antigas do continente americano. Atualmente, os Estados Unidos são o segundo maior parceiro comercial do Brasil, atrás da China.

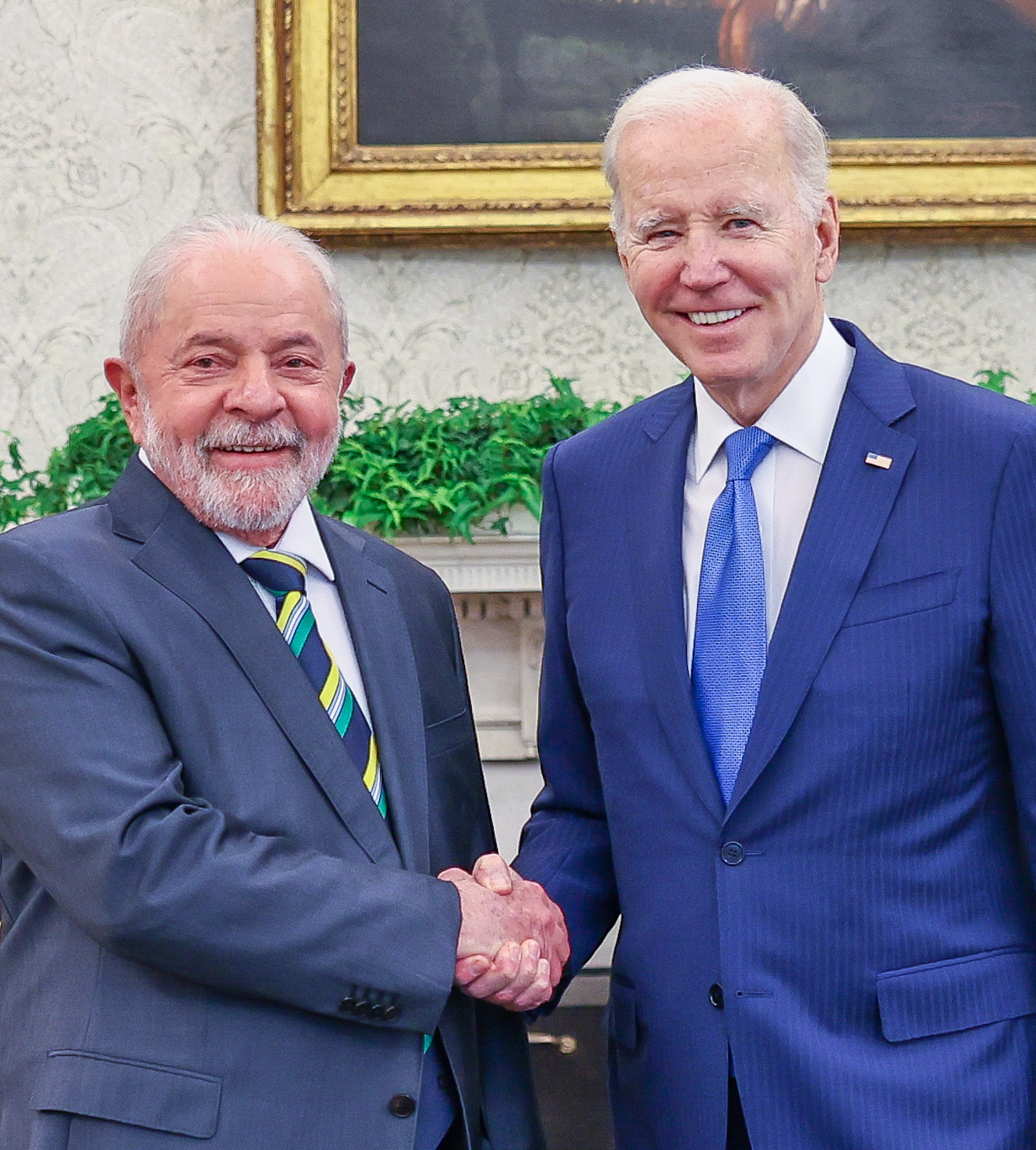
O presidente dos Estados Unidos, Joe Biden, recebe o presidente Luiz Inácio Lula da Silva em Washington D.C, fevereiro de 2023.

Além disso, os dois países compartilham a adesão de várias organizações internacionais, incluindo as Nações Unidas, a Organização Mundial do Comércio, a Organização dos Estados Americanos, o G8+5 e o G20. O Brasil é um dos países mais pró-Estados Unidos do mundo. De acordo com uma pesquisa de opinião global, 62% dos brasileiros viam os Estados Unidos de maneira favorável em 2010, índice que aumentou para 73% em 2013. No entanto, essas pesquisas foram realizadas antes de revelações de espionagem da Agência de Segurança Nacional para o público brasileiro. Em outra pesquisa realizada no final de 2013, 61% dos estadunidenses viam favoravelmente o Brasil.

## História

### Século XIX

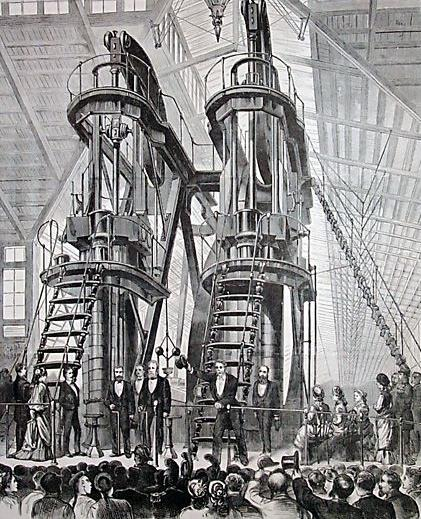
O imperador Dom Pedro II e o presidente estadunidense Ulysses S. Grant durante a abertura da Exposição Universal de 1876 na Filadélfia, Estados Unidos.

Com a transferência da corte portuguesa para o Brasil e posterior abertura dos portos a navios estrangeiros, os Estados Unidos foram, em 1815, o primeiro país a estabelecer um consulado no Brasil, mais precisamente no Recife em Pernambuco, primeira cidade do Hemisfério Sul a abrigar uma representação diplomática norte-americana.
Os Estados Unidos reconheceram a independência do Brasil de Portugal, em 26 de maio de 1824, menos de dois anos após sua proclamação. Reconhecer a independência dos países da América de suas metrópoles europeias era uma das bases da política externa dos Estados Unidos, que esperavam minar a influência da Europa na região.
Já no fim do século, na primeira Conferência Pan-Americana, em 1890, muitos países do Continente Americano, incluindo os EUA e o Brasil, discutiram uma série de projetos de integração regional. Essas variavam de militar para integração econômica. Os Estados Unidos planejavam criar um bloco econômico pan-americano e anti-europeu, uma união aduaneira, isto é, suspender as tarifas externas aplicadas ao comércio entre países do continente, mas não ao comércio europeu-americano.

### Século XX

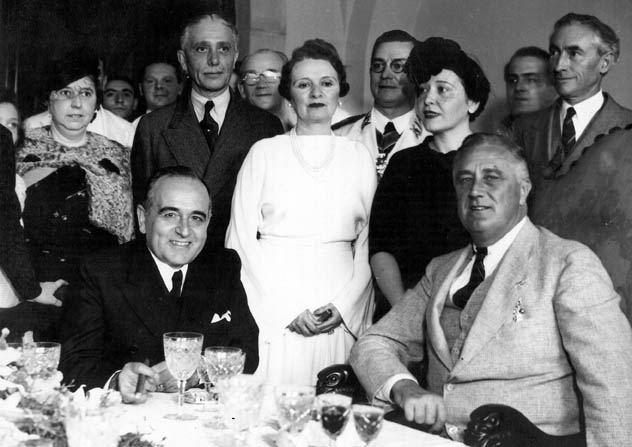
Presidentes Getúlio Vargas e Franklin Delano Roosevelt em 1936.

No início do século XX, a relação cordial estabelecida é referida como a Aliança não escrita ou a Entente Cordiale, um cognome consagrado. Ela fora descrita também como um acordo tácito entre as duas nações.
A Revolução Brasileira de 1930 derrubou os proprietários oligárquicos de plantação de café e trouxe ao poder a classe média urbana e os interesses empresariais que promoveram a industrialização e a modernização. A promoção agressiva da nova indústria se tornou o foco da economia em 1933, e incentivou investidores americanos. Os líderes do Brasil nas décadas de 1920 e 1930 decidiram que o objetivo da política externa implícita da Argentina era isolar o Brasil de língua portuguesa dos vizinhos de língua espanhola, facilitando assim a expansão da influência econômica e política argentina na América do Sul. Pior ainda, o medo de que um exército argentino mais poderoso lançasse um ataque surpresa contra o mais fraco exército brasileiro. Para combater esta ameaça, o Brasil criou laços mais estreitos com os Estados Unidos. Enquanto isso, a Argentina avançava na direção oposta.

#### Segunda Guerra Mundial
Durante a Segunda Guerra Mundial, o Brasil foi considerado um fiel aliado dos Estados Unidos e enviou seus militares para lutar contra a Alemanha Nazista, mesmo quando os u-boats alemães afundaram barcos brasileiros. Os EUA forneceram 100 milhões de dólares em dinheiro do programa "Lend-Lease" em troca do uso de campos de pouso para transportar tropas e suprimentos através do Atlântico, e bases navais para lutar contra barcos submarinos das Potências do Eixo (u-boats). Em contraste, a Argentina (na época, uma rival do Brasil) era oficialmente neutra e às vezes favorecia a Alemanha.
As interações entre os dois países aumentaram durante a Segunda Guerra Mundial. Os EUA tinham um plano para invadir o nordeste em 1942, caso o Brasil insistisse em sua neutralidade. Este plano de invasão, depois cancelado, ficou conhecido como Plan Rubber. Neste mesmo ano, durante o primeiro mandato presidencial de Getúlio Vargas (1930-1945), o Brasil fez contribuições para os Aliados contra as Potências do Eixo. Isso levou à criação do Comissão Mista de Defesa Brasil-Estados Unidos, que trabalhou para fortalecer os laços militares entre os dois países, reduzindo a probabilidade de ataques do Eixo sobre o transporte (principalmente marítimo) dos Estados Unidos, como soldados viajaram através do Atlântico para a África e a Europa, e minimizando a influência da Eixo na América do Sul.

#### Apoio estadunidense ao Golpe de 1964

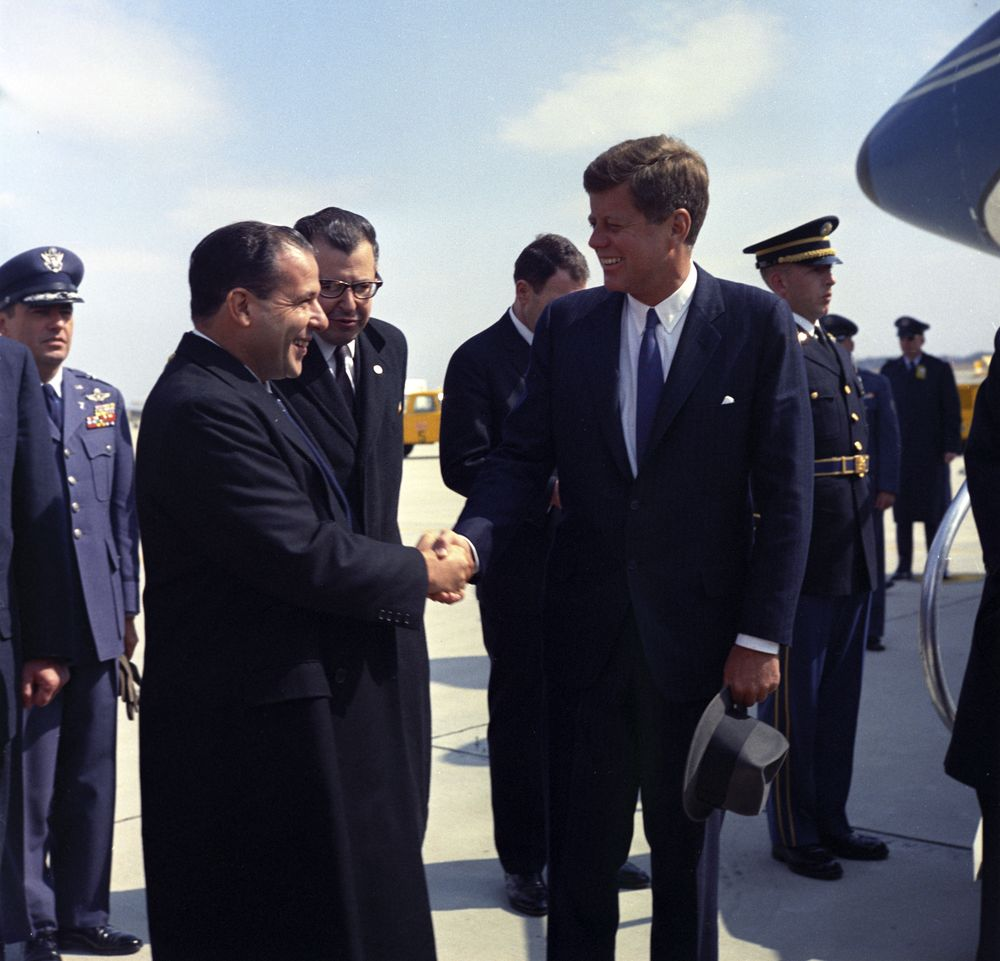
John F. Kennedy durante a visita do então presidente João Goulart aos Estados Unidos em 1962. Posteriormente descobriu-se que o presidente estadunidense planejava invadir militarmente o Brasil para depor o governo de Goulart.

Apesar de nunca ter sido admitido oficialmente pelo governo dos Estados Unidos, os estadunidenses forneceram secretamente armas e outros tipos de apoios para os militares golpistas em 1964. Documentos do governo norte-americano divulgados no dia 31 de março de 2004, o 40º aniversário do golpe de Estado brasileiro, expuseram o papel dos Estados Unidos no regime militar no Brasil. Uma fita de áudio lançada naquele dia, por exemplo, mostrou o presidente Lyndon Johnson (presidiu entre 1963-1969) instruindo seus assessores no Brasil com estas palavras: "Eu acho que devemos tomar todas as medidas que podemos, estarmos preparados para fazermos tudo o que precisamos fazer." O embaixador dos Estados Unidos no Brasil, Lincoln Gordon, foi talvez a autoridade dos Estados Unidos mais entusiasmadamente pró-golpe. Quatro dias antes do golpe, Gordon escreveu para agentes da CIA detalharem como os Estados Unidos deveriam ajudar os conspiradores: "Se a nossa influência deve ser exercida para ajudar a evitar um grande desastre aqui — o que poderia tornar o Brasil a China dos anos 1960 — tanto eu como todos os meus assessores seniores acreditamos que o apoio deve ser dado". Para garantir o sucesso do golpe, Gordon recomenda "que sejam tomadas medidas mais rápidas para se preparar para uma entrega clandestina de armas de origem não-estadunidense, a serem disponibilizadas aos adeptos de Castelo Branco, em São Paulo." Em um telegrama subsequente, liberado em fevereiro de 2004, Gordon sugeriu que estas armas fossem "pré-posicionadas antes de qualquer surto de violência", a ser utilizado pelas unidades paramilitares e "militar amistosas contra militares hostis, se necessário." Para esconder o papel dos Estados Unidos, Gordon recomendou que as armas fossem entregues via "submarino não marcado para ser carregado na noite em pontos isolados da costa no estado de São Paulo, ao sul de Santos."

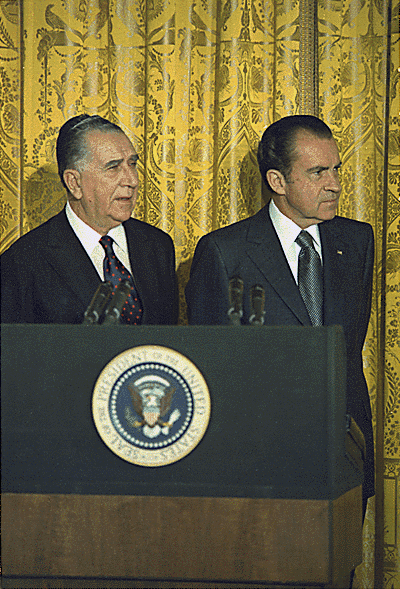
Emílio Médici e Richard Nixon na Casa Branca em 1971.

Em 2001, Gordon publicou o livro Brazil's second chance: en route toward the first world sobre a história brasileira desde o golpe militar. Nela, ele negou o seu papel no caso. Na importância de Gordon para o movimento golpe, no entanto, James N. Green, um brasilianista estadunidense, disse em uma entrevista com um site brasileiro: "[Gordon] mudou a história do Brasil, pois ele deu luz verde para que os militares avançarem o golpe em 1964. Ele deixou claro que, se o golpe fosse efetuado, os Estados Unidos iriam reconhecê-lo imediatamente, o que foi fundamental [para os conspiradores]." Os meios de comunicação, tanto no Brasil quanto nos Estados Unidos, saudaram o golpe militar.
Para apoiar os militares rebelados, o governo dos EUA preparou a operação Brother Sam, que forneceria navios-tanque com gasolina, uma ponte aérea com munição e uma força-tarefa naval no litoral brasileiro. Ela foi acionada em 31 de março, com previsão de chegada dos navios a partir de 11 de abril. Com a deposição rápida de Goulart, esse apoio foi cancelado antes de chegar ao país. Os Estados Unidos imediatamente reconheceram o novo governo interino do Brasil. A administração Johnson (e o Fundo Monetário Internacional) fizeram grandes empréstimos ao novo governo Castelo Branco (1964-1967).
Em uma palestra sobre a política externa estadunidense na Universidade de Harvard em 19 de março de 1985, Noam Chomsky disse o seguinte sobre o papel de Gordon no golpe de 1964:
Em um caso, o do Brasil, o país mais importante da América Latina, houve o que foi chamado de "milagre econômico" nas últimas duas décadas, mesmo que tenhamos destruído a democracia brasileira através do apoio a um golpe militar em 1964. O apoio ao golpe foi iniciado por Kennedy mas finalmente finalizado por Johnson. O golpe foi pedido pelo embaixador de Kennedy, Lincoln Gordon, "a única vitória mais decisiva para a liberdade na metade do século XX". Nós instalamos o primeiro verdadeiro grande estado de segurança nacional, estado semi-nazista da América Latina, com tortura de alta-tecnologia e assim por diante. Gordon o chamava de "totalmente democrático", "o melhor governo que o Brasil já teve". Bem, houve um aumento no milagre econômico e houve um aumento no PIB. Mas houve também um aumento no sofrimento para grande parte da população.

### Século XXI

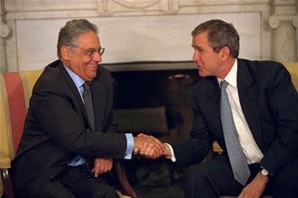
Fernando Henrique Cardoso e o presidente norte-americano George W. Bush durante encontro na Casa Branca em novembro de 2001.

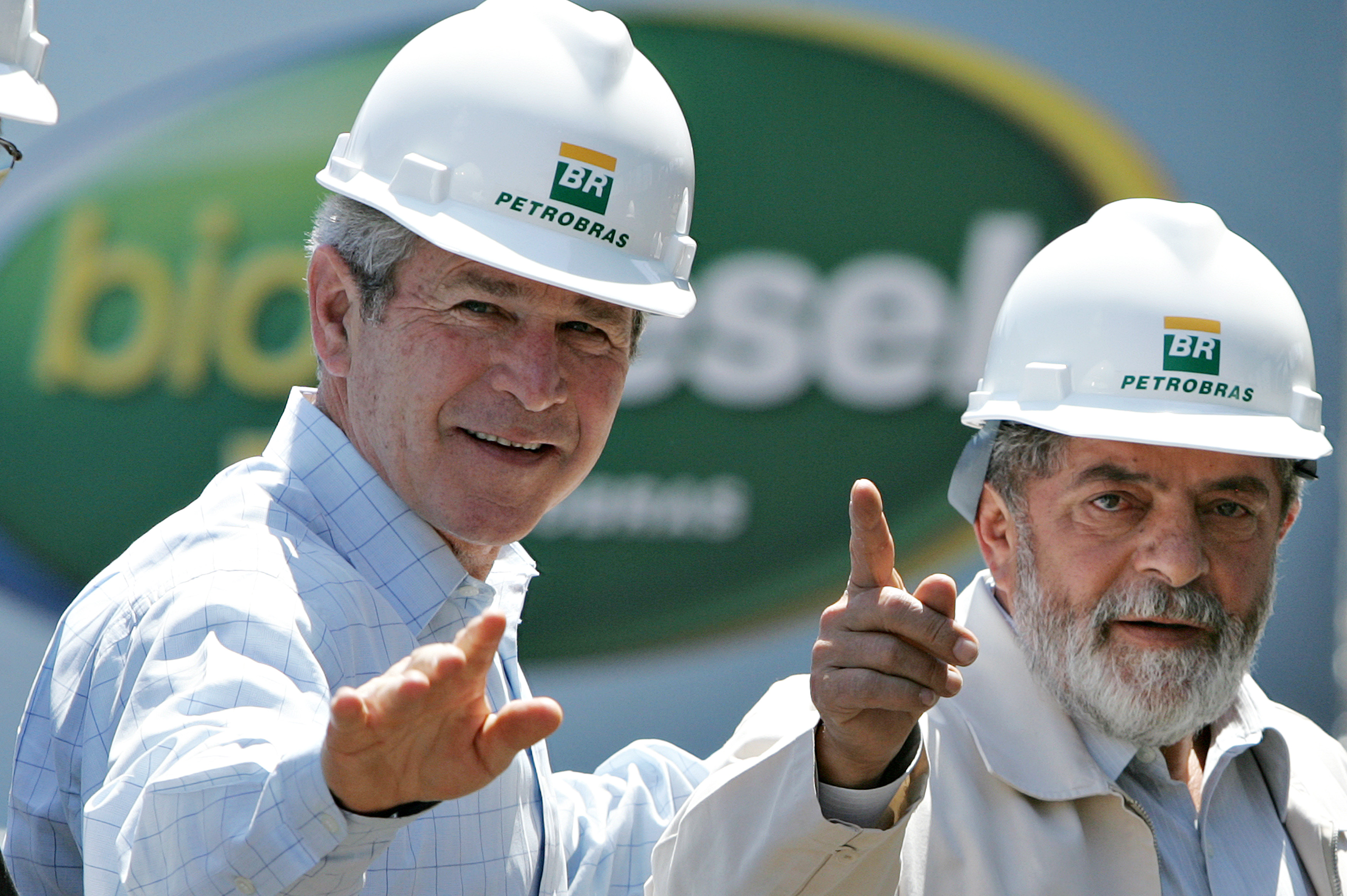
Presidentes Lula e Bush na Petrobras durante a visita do presidente estadunidense ao Brasil em março de 2007.

Logo após os ataques de 11 de setembro de 2001, o Brasil foi o primeiro a propor a invocação do Tratado Interamericano de Assistência Recíproca, também conhecido como o Tratado do Rio, que estipula que "um ataque armado contra um membro deve ser considerado um ataque contra todos." O tratado foi ativado 19 de setembro em uma reunião de ministros das Relações Exteriores do Hemisfério Ocidental na Organização dos Estados Americanos. Em 1.º de outubro, o presidente Fernando Henrique Cardoso afirmou que os Estados Unidos não tinham pedido o apoio militar brasileiro e que o Brasil não tinha a intenção de oferecer tal tipo de ajuda. Apesar do apoio inicial, o Brasil optou por não aderir ativamente a chamada "Guerra ao Terror". Além disso, durante a sua administração o ex-presidente Luiz Inácio Lula da Silva se opôs fortemente a Guerra do Iraque, promovida pelo governo Bush.
As relações bilaterais eram consideradas bastante próximas, apesar das abordagens políticas diferentes de Lula e Bush sobre várias questões. Em 20 de junho de 2003, o ex-presidente Lula fez uma visita oficial aos Estados Unidos e o presidente Bush decidiu "criar uma relação [bilateral] qualitativamente mais forte e próxima."  Em 6 de novembro de 2005, o ex-presidente Bush visitou Brasília e os dois líderes reafirmaram as boas relações entre os países e se comprometeram a trabalhar juntos para promover a paz, a democracia e uma conclusão bem-sucedida da Rodada de Doha de negociações comerciais globais. O presidente Bush agradeceu ao Brasil por seu exercício de liderança no mundo e no hemisfério, incluindo o papel do Brasil na força de paz no Haiti (MINUSTAH) e os esforços de todo o mundo para controlar o HIV/AIDS.
As autoridades brasileiras e estadunidenses assinaram um acordo para promover uma maior produção de etanol e a ampliação do uso do combustível ao redor do mundo. O acordo foi alcançado após a visita do presidente Bush ao Brasil, em 9 de março de 2007 e por uma visita do presidente Lula a Camp David em 31 de março de 2007.
Durante sua primeira reunião em Washington, D.C. em 14 de março de 2009, presidente dos Estados Unidos, Barack Obama e o então presidente brasileiro Luiz Inácio Lula da Silva discutiram aspectos sobre economia, energia, meio ambiente e sobre o caso da custódia de um menino levado dos Estados Unidos para o Brasil. "Eu tenho sido um grande admirador do Brasil e um grande admirador da liderança progressista, voltada para o futuro que o presidente Lula tem demonstrado em toda a América Latina e em todo o mundo", disse Obama após a reunião. "Nós temos uma amizade muito forte entre os dois países mas sempre podemos torná-la mais forte", acrescentou.

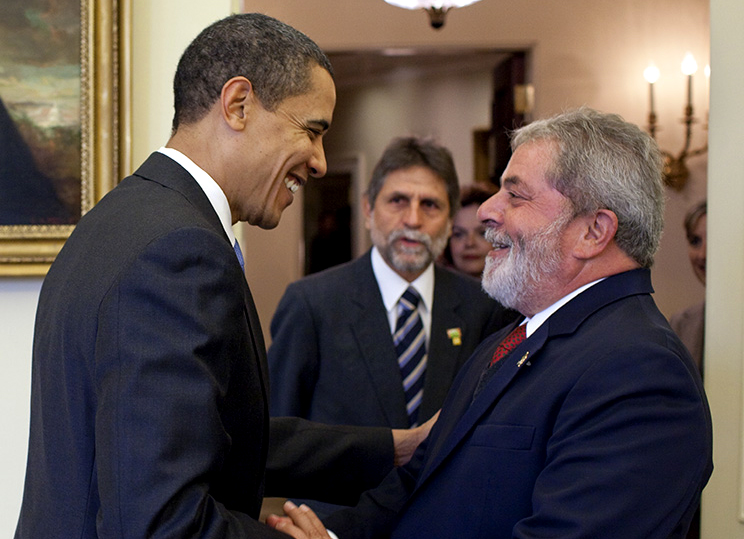
O então presidente Lula e o presidente dos Estados Unidos, Barack Obama, em Washington D.C., em 14 de março de 2009.

O problema do rapto de crianças dos Estados Unidos para o Brasil foi levantada pelo presidente Barack Obama, a secretária de Estado Hillary Clinton, a Câmara dos Representantes, outras autoridades e a grande mídia americana. Em dezembro de 2009, 66 crianças norte-americanas que foram tomadas por um dos seus pais para viver no Brasil. O governo brasileiro deveria ter devolvido todas as crianças para os Estados Unidos, de acordo com a Convenção de Haia sobre os Aspectos Civis do Rapto Internacional de Crianças, mas não fez isso. Segundo o tratado, um pai não pode fugir da jurisdição legal onde a criança reside - "a sua residência habitual" - e levá-la para um país onde há um tribunal mais favorável na disputa da custódia dos filhos.
O Brasil manifestou recentemente seu descontentamento sobre a posição dos Estados Unidos de reconhecer os resultados das eleições presidenciais de Honduras. A posição brasileira tem sido a de não aceitar as eleições hondurenhas.
Após a morte de Osama bin Laden em 2011, o então chanceler brasileiro, Antonio Patriota, disse: "Estamos muito preocupados de que haverá represálias. Esperamos que esse evento não desencadeie um ataque." Mas acrescentou que ele era "importante e positivo" ao mesmo tempo que o mundo árabe apelava por uma maior liberdade de expressão. Ele continuou: "Na medida em que a Al-Qaeda e Osama bin Laden continuarem atrás das estratégias políticas que priorizem os atos de terrorismo, [o governo brasileiro] só pode expressar a nossa solidariedade para com as vítimas e com aqueles que buscam a justiça".
No início de 2010, o Ministério da Previdência Social do Brasil finalizou a negociação do acordo de cooperação no campo previdenciário que permitirá aos trabalhadores imigrantes pagarem apenas uma tributação. Em 2012, Brasil e Estados Unidos anunciaram a criação de um grupo de trabalho para estudar possibilidade de dispensa de vistos entre os dois países.

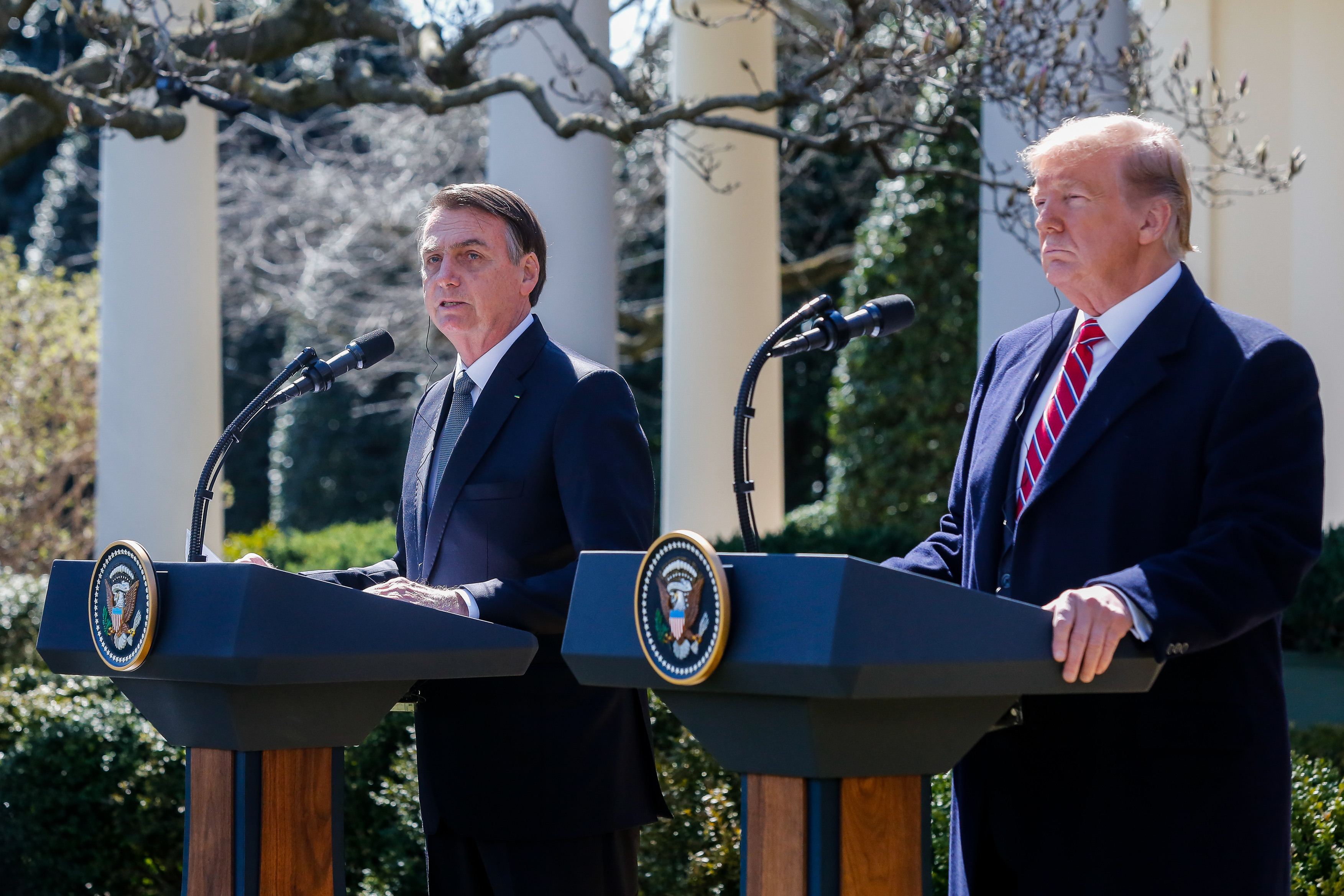
Jair Bolsonaro com Donald Trump na Casa Branca, em 19 de março de 2019.

Bolsonaro reuniu-se, em novembro, com o Conselheiro de Segurança Nacional dos Estados Unidos, John Bolton, em sua residência no Rio de Janeiro, onde discutiram uma maior aproximação e uma cooperação militar entre os países de ambos, além da crise na Venezuela. Bolton convidou, a pedido do Presidente Donald Trump, Bolsonaro para uma visita de Estado à Washington.

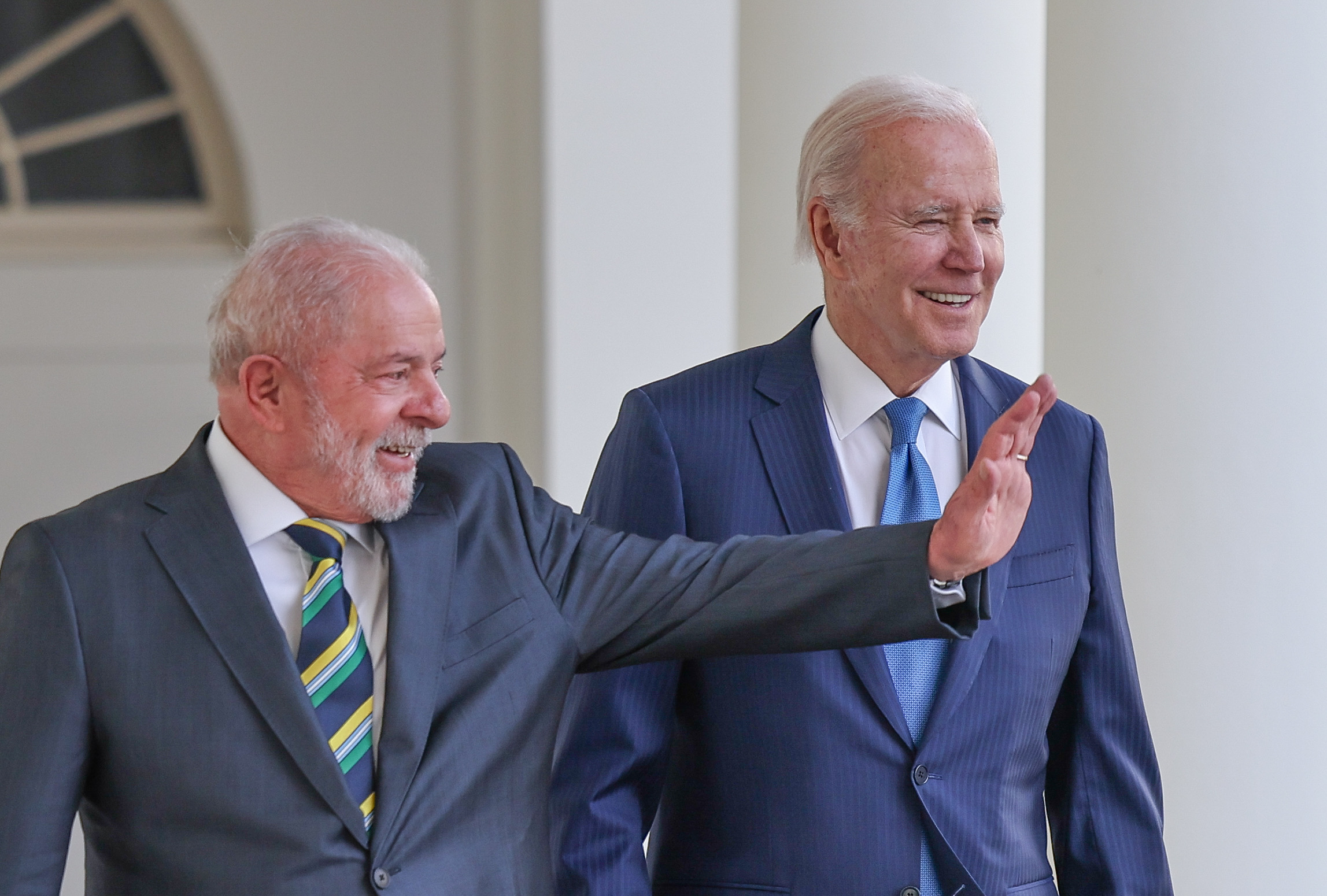
Presidente Lula e o presidente estadunidense, Joe Biden, durante caminhada na Casa Branca em 2023.

Em 2 de janeiro de 2019, o Ministro das Relações Exteriores, Ernesto Araújo, reuniu-se com o Secretário de Estado dos Estados Unidos, Mike Pompeo, em sua primeira reunião bilateral. Foi tratado a reaproximação das relações entre Brasil e Estados Unidos e a situação da Venezuela. Pompeo declarou que "Brasil e Estados Unidos compartilham valores como democracia, e isso não acontece em muitos países".
Jair Bolsonaro fez a sua segunda viagem internacional entre os dias 17 e 19 de março para os Estados Unidos e teve o primeiro encontro com o presidente Donald Trump. A viagem do presidente teve a participação de uma comitiva formada por seis ministros, entre eles, Sergio Moro (Justiça), Paulo Guedes (Economia), Augusto Heleno (GSI), Tereza Cristina (Agricultura), Ricardo de Aquino Salles (Meio Ambiente) e Ernesto Araújo (Relações Exteriores).
Em julho de 2025, o governo norte-americano anunciou uma série de medidas contra o Brasil, como uma tarifa de 50% em exportações brasileiras, além de restrições de visto de turismo e congelamento de bens de ministros do Supremo Tribunal Federal através da Lei Magnitsky; pesquisadores classificam o momento atual como o "pior momento das relações diplomáticas em 200 anos". Tais medidas estariam sendo influência do deputado federal licenciado e filho do ex-presidente, Eduardo Bolsonaro. Em agosto, o governo americano anunciou novas medidas, como restrição de vistos para secretários do governo Lula, que à época do governo Dilma Rousseff eram responsáveis pelo programa Mais Médicos. A embaixada americana fez uma postagem no Twitter: "Mais Médicos do Brasil foi um golpe diplomático que explorou médicos cubanos, enriqueceu o regime cubano corrupto e foi acobertado por autoridades brasileiras e ex-funcionários da Opas. Não restam dúvidas: os EUA continuarão responsabilizando todos os indivíduos ligados a esse esquema coercitivo de exportação de mão de obra".

## Problemas

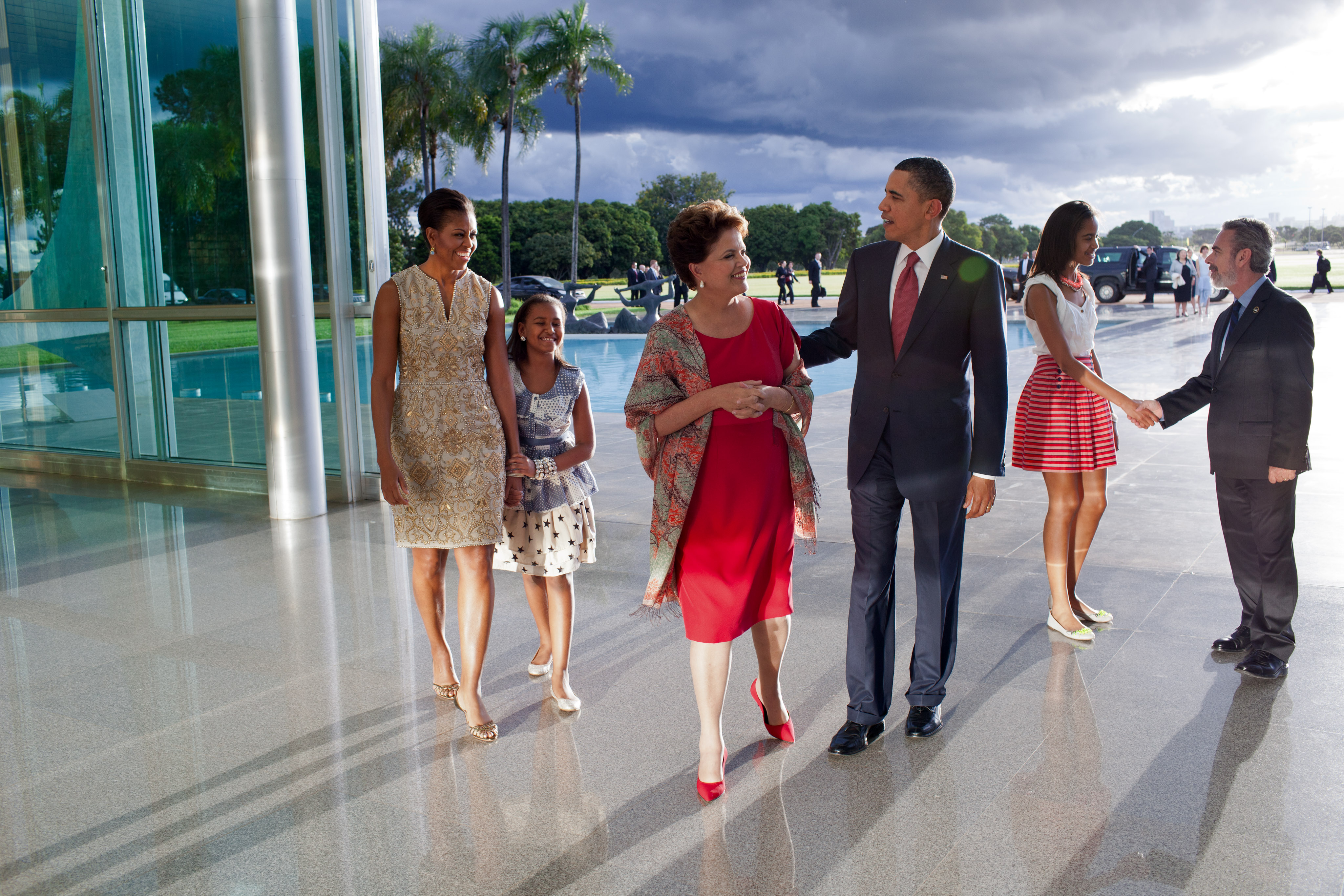
Presidente Dilma Rousseff em encontro com o Presidente Barack Obama e sua família no Palácio da Alvorada em Brasília, em 19 de março de 2011.

De acordo com o relatório especial do Financial Times sobre as relações Brasil-Estados Unidos, as relações bilaterais têm sido caracterizadas como historicamente cordiais, embora episódios de frustração tenham ocorrido durante o início do século XXI. O ex-presidente do Brasil, Luiz Inácio Lula da Silva, "levantou suspeita dos Estados Unidos em 2010, quando ele tentou intervir ao lado da Turquia na disputa sobre o programa nuclear do Irã." Junto com a também ex-presidente do Brasil, Dilma Rousseff, "seu Partido dos Trabalhadores tem sido um amigo tradicional de regimes considerados intragáveis pelos Estados Unidos, como Cuba e Venezuela do recentemente falecido Hugo Chávez." Apesar disso, no entanto, o comércio continuou a crescer, aumentando de 28 bilhões de dólares em 2002 para quase 77 bilhões de dólares em 2012, com um excedente 11,6 bilhões de dólares em favor dos Estados Unidos. A cooperação de defesa também melhorou. Os Estados Unidos tem mantido seu pedido de aeronaves de ataque leve brasileiras produzidas pela Embraer, que representa o primeiro contrato do Brasil com o exército dos Estados Unidos.

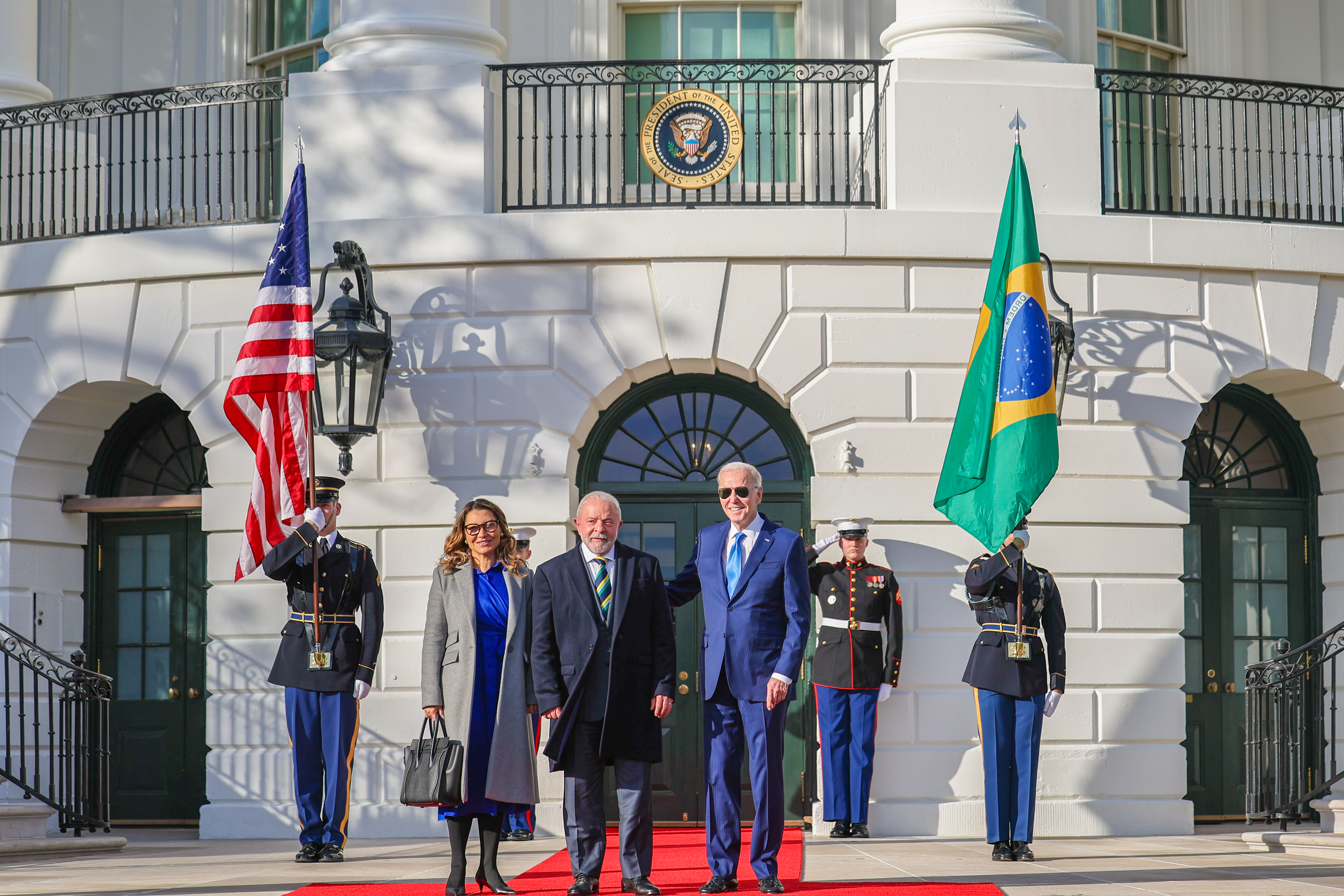
Os presidentes Lula e Biden, na Casa Branca, em fevereiro de 2023.

Em 2011, o site WikiLeaks revelou o governo dos Estados Unidos quer impedir a criação de um programa de produção de foguetes espaciais brasileiros. Por isso as autoridades estadunidenses, de acordo com o site, pressionam parceiros dos brasileiros nessa área (como a Ucrânia) para não transferir tecnologia do setor ao país. A restrição dos Estados Unidos está registrada em um telegrama que o Departamento de Estado enviou à embaixada norte-americana em Brasília, em janeiro de 2009, onde escreve: "Não apoiamos o programa nativo dos veículos de lançamento espacial do Brasil. ... Queremos lembrar às autoridades ucranianas que os EUA não se opõem ao estabelecimento de uma plataforma de lançamentos em Alcântara, contanto que tal atividade não resulte na transferência de tecnologias de foguetes ao Brasil". Os Estados Unidos também não permitem o lançamento de satélites norte-americanos (ou fabricados por outros países mas que contenham componentes estadunidenses) a partir do Centro de Lançamento de Alcântara, "devido à nossa política, de longa data, de não encorajar o programa de foguetes espaciais do Brasil", conforme outro documento confidencial divulgado.

### Espionagem da NSA

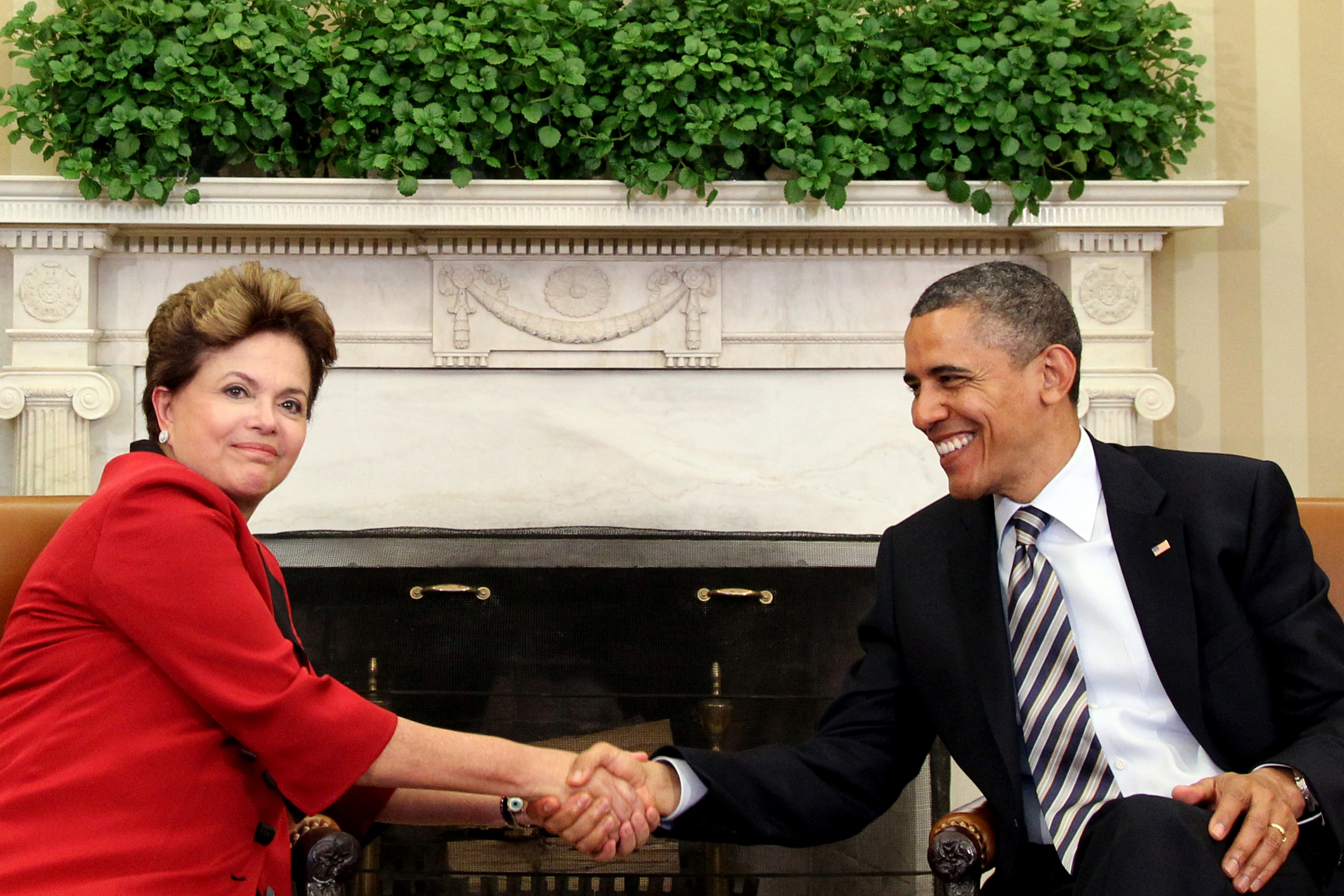
Presidente Rousseff com o presidente Obama na Casa Branca, em 14 de abril de 2012.

Em julho de 2013, o jornalista Glenn Greenwald escreveu uma série de artigos no jornal brasileiro O Globo revelando que o Brasil foi um dos maiores alvos do programa de vigilância em massa promovido pela Agência de Segurança Nacional (NSA - sigla em inglês) dos Estados Unidos.  O governo brasileiro denunciou as atividades da NSA e disse que consideraria trazer a questão para as Nações Unidas.
Em 1 de setembro de 2013, a Rede Globo revelou que programa de espionagem da Agência de Segurança Nacional vigiava diretamente as comunicações da então presidente Dilma Rousseff e de seus principais assessores. A história foi descoberta por Glenn Greenwald, baseado em documentos da NSA vazados por Edward Snowden, ex-funcionário da NSA. Os documentos descreviam como a NSA usava seus programas de computador para ter acesso a e-mails, telefonemas e mensagens de texto de Dilma e de seus assessores. Em 2 de setembro de 2013, Dilma convocou uma reunião de emergência com os membros do gabinete para discutir as revelações. O então embaixador dos Estados Unidos em Brasília, Thomas Shannon, foi chamado ao Ministério das Relações Exteriores do Brasil para explicar a espionagem. O governo brasileiro convocou uma conferência de imprensa para denunciar o ato como uma "violação inaceitável da soberania" e para anunciar que havia solicitado uma explicação imediata por parte do governo dos Estados Unidos.
Em 5 de setembro de 2013, o governo brasileiro anunciou que havia cancelado uma viagem a Washington de uma equipe de assessores que iria preparar a visita de Estado que Rousseff iria fazer aos Estados Unidos em outubro. O cancelamento foi visto como mais um sinal da escalada de tensão com os Estados Unidos sobre a questão da espionagem. A presidente Dilma Rousseff se reuniu com o presidente Obama durante a cúpula do G20, em São Petersburgo, na Rússia, para discutir o incidente. Em conferência de imprensa antes de partir para Brasília, Rousseff revelou a conversa que teve com o presidente Obama, afirmando que ela expressou sua "indignação pessoal e de seu país sobre a suposta espionagem contra o governo, embaixadas, empresas e cidadãos brasileiros pela Agência de Segurança Nacional dos Estados Unidos." De acordo com Rousseff, ela disse ao presidente Obama que o Brasil iria levar o problema para a Organização das Nações Unidas e outras organizações internacionais e gostaria de propor normas e procedimentos relativos à governança da Internet, com o objetivo de interromper programas de vigilância em massa. Em 24 de setembro de 2013, Rousseff fez um discurso de abertura da Assembleia Geral das Nações Unidas condenando os métodos de coleta de inteligência dos Estados Unidos em geral, mas especificamente de cidadãos, empresas e funcionários do governo do Brasil.
O jornalista Glenn Greenwald, que ajudou Edward Snowden a divulgar a espionagem que a NSA realiza ao redor do mundo, disse que o governo brasileiro teve muito mais coragem que a maioria dos outros países ao criticar a posição do governo norte-americano. Greenwald afirmou: "Aqui [no Brasil] os políticos e a presidente Dilma Rousseff reagiram de forma muito mais veemente e agressiva [aos casos de espionagem]. Rousseff reprovou o comportamento dos EUA, recusando o convite para a primeira visita de Estado aos EUA, desde várias décadas. Ela criticou o comportamento dos EUA perante as Nações Unidas, enquanto o presidente Obama esperava fora do plenário, no corredor. A meu ver, nenhum dos chefes de governo e de Estado europeus mostrou tanta coragem." Em fevereiro de 2015, uma reportagem do The New York Times afirmou que os programas de espionagem da NSA no Brasil e no México continuaram mesmo após as revelações ao público e o estremecimento das relações bilaterais. Michael Shifter, presidente da ONG Inter-American Dialogue, considerou as revelações "um grande golpe para o esforço de aumentar a confiança entre as duas nações" e acrescentou que o "relacionamento Brasil-Estados Unidos estava sob ameaça." Dirigindo-se a sessão de abertura da Assembleia Geral da ONU em setembro de 2014, Rousseff criticou fortemente a estratégia dos Estados Unidos de formar uma coalizão internacional para combater militarmente os avanços do Estado Islâmico do Iraque e do Levante, pedindo a negociação ao invés da força. Essa postura, e o silêncio do Brasil em face da invasão e anexação da Crimeia pela Rússia, pode tornar menos provável o apoio dos Estados Unidos ao desejo de longa data do Brasil de ter um assento permanente no Conselho de Segurança da ONU.

## Visitas de chefes de Estado

### Visitas imperiais e presidenciais do Brasil aos Estados Unidos[59]
- Imperador Pedro II (1876)[60]
- Presidente eleito Epitácio Pessoa (1919)
- Presidente eleito Júlio Prestes (1930)
- Presidente Eurico Gaspar Dutra (1949)
- Presidente Juscelino Kubitschek (1956)
- Presidente João Goulart (1962)
- Presidente eleito Arthur da Costa e Silva (1967)
- Presidente Emílio Garrastazu Médici (1971)
- Presidente João Figueiredo (1982)
- Presidente eleito Tancredo Neves (1985)
- Presidente José Sarney (1986, 1989)
- Presidente Fernando Collor (1990, 1991)
- Presidente Itamar Franco (1994)
- Presidente Fernando Henrique Cardoso (1995, 1998, 1999, 2001)
- Presidente Luiz Inácio Lula da Silva (2002, como presidente eleito; 2003, 2007, 2008, 2009, 2010)
- Presidente Dilma Rousseff (2011, 2012, 2015)
- Presidente Jair Bolsonaro (2019, 2020, 2022)[61]
- Presidente Luiz Inácio Lula da Silva (2023)

### Visitas presidenciais dos Estados Unidos ao Brasil[62]
- Presidente eleito Herbert Hoover (1928)
- Presidente Franklin D. Roosevelt (1936, 1943)
- Presidente Harry S. Truman (1947)
- Presidente Dwight D. Eisenhower (1960)
- Presidente Jimmy Carter (1978)
- Presidente Ronald Reagan (1982)
- Presidente George H. W. Bush (1990, 1992)
- Presidente Bill Clinton (1997)
- Presidente George W. Bush (2005, 2007)
- Presidente Barack Obama (2011)
- Presidente Joe Biden (2024)

## Missões diplomáticas
| Do Brasil - Washington, D.C. (Embaixada e Consulado-geral) - Atlanta (Consulado-geral) - Boston (Consulado-geral) - Chicago (Consulado-geral) - Hartford (Consulado-geral) - Houston (Consulado-geral) - Los Angeles (Consulado-geral) - Miami (Consulado-geral) - Nova Iorque (Consulado-geral) - Orlando (Consulado-geral) - São Francisco (Consulado-geral) | Dos Estados Unidos - Brasília (Embaixada) - Porto Alegre (Consulado-geral) - Recife (Consulado-geral) - Rio de Janeiro (Consulado-geral) - São Paulo (Consulado-geral) - Belo Horizonte (Escritório da Embaixada) |

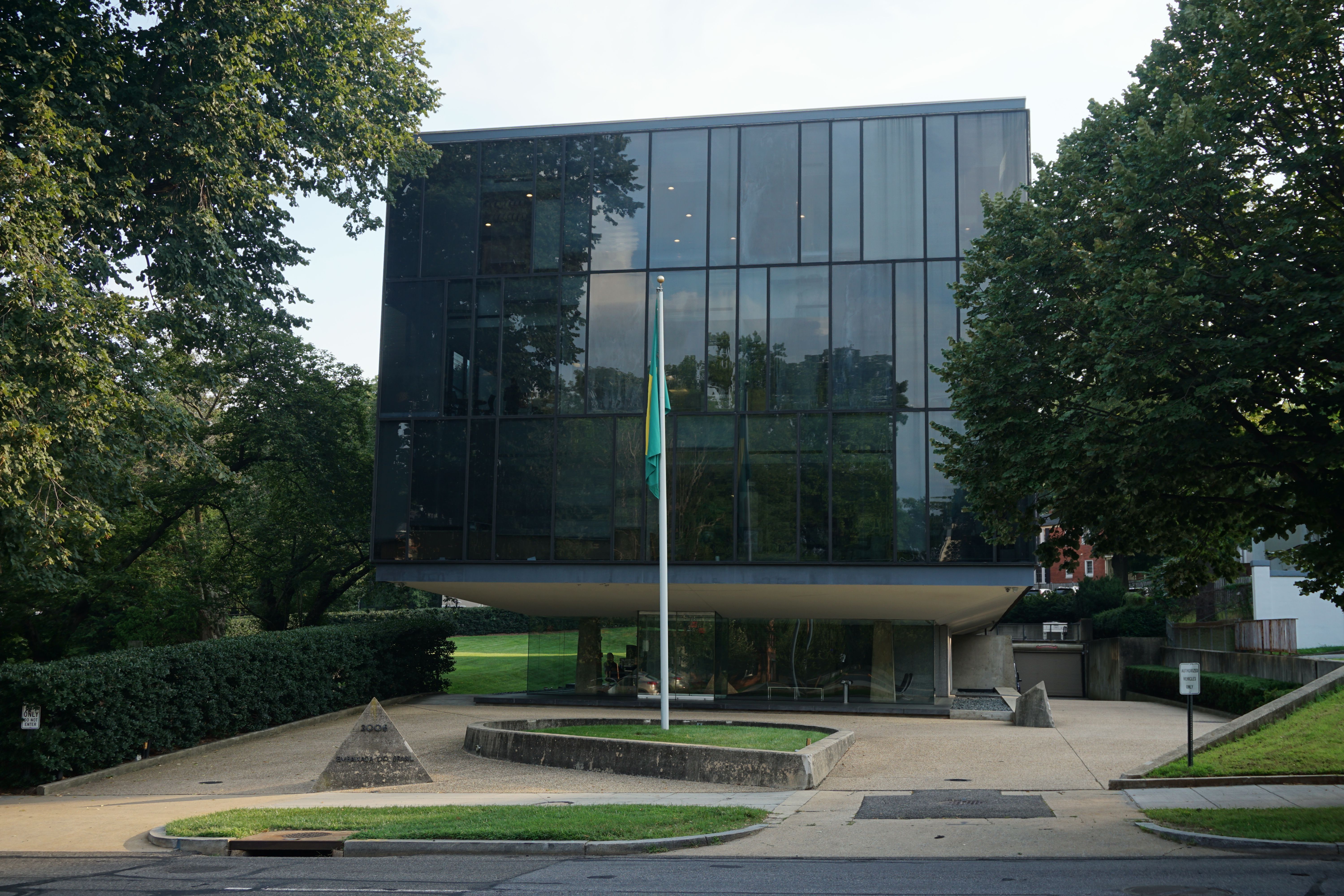
Embaixada do Brasil em Washington, D.C.
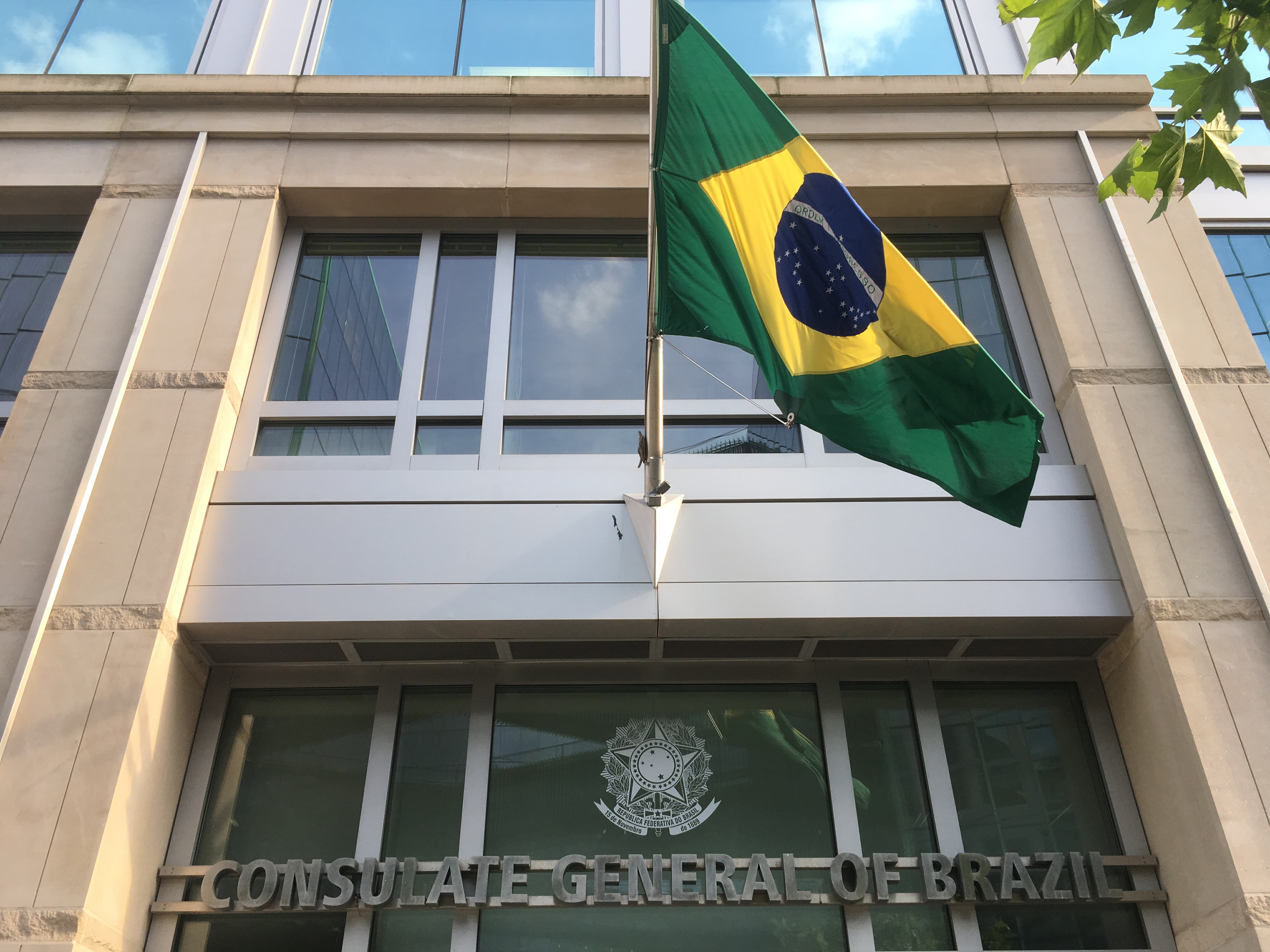
Consulado-geral do Brasil em Washington, D.C.
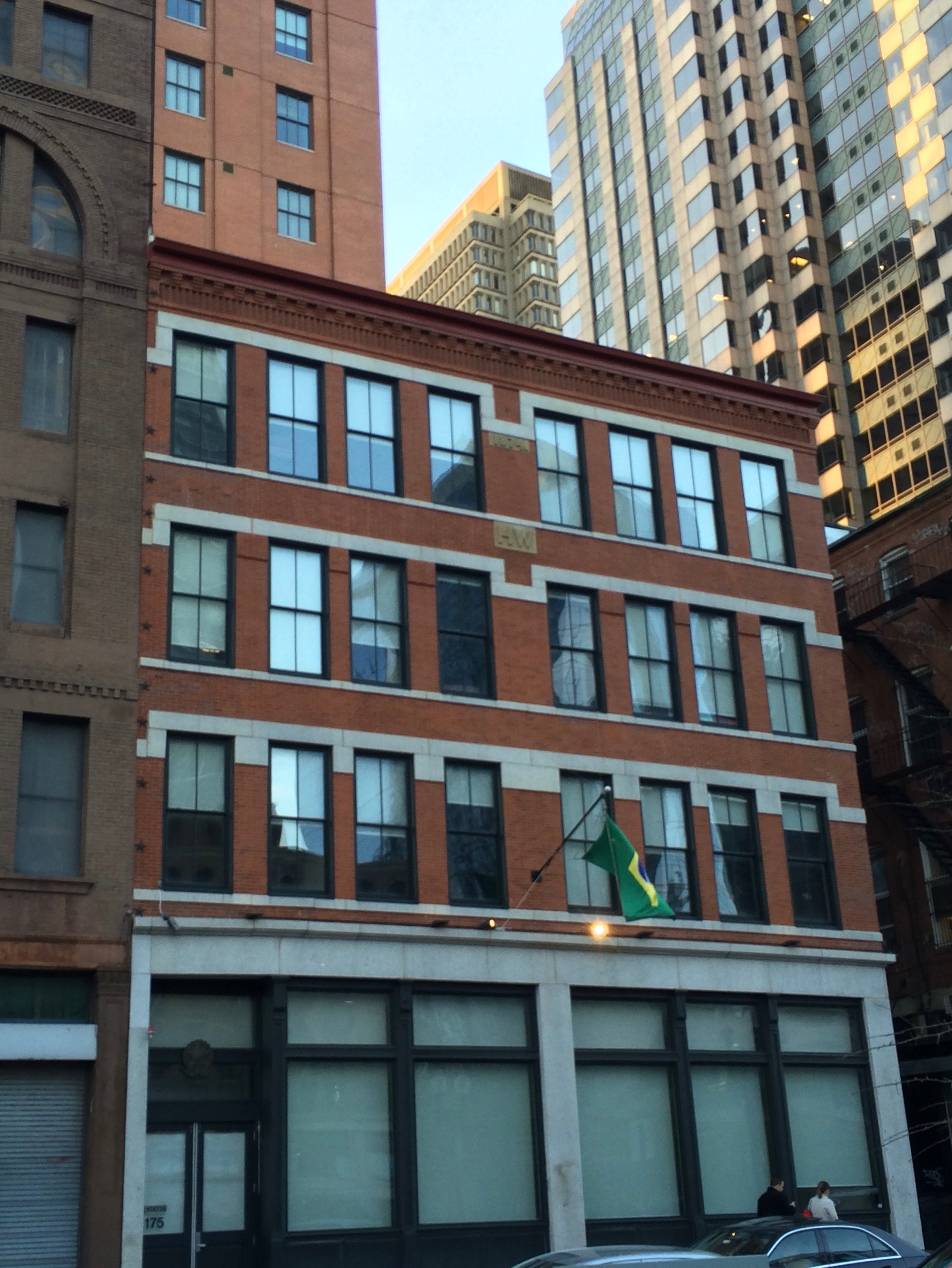
Consulado-geral do Brasil em Boston

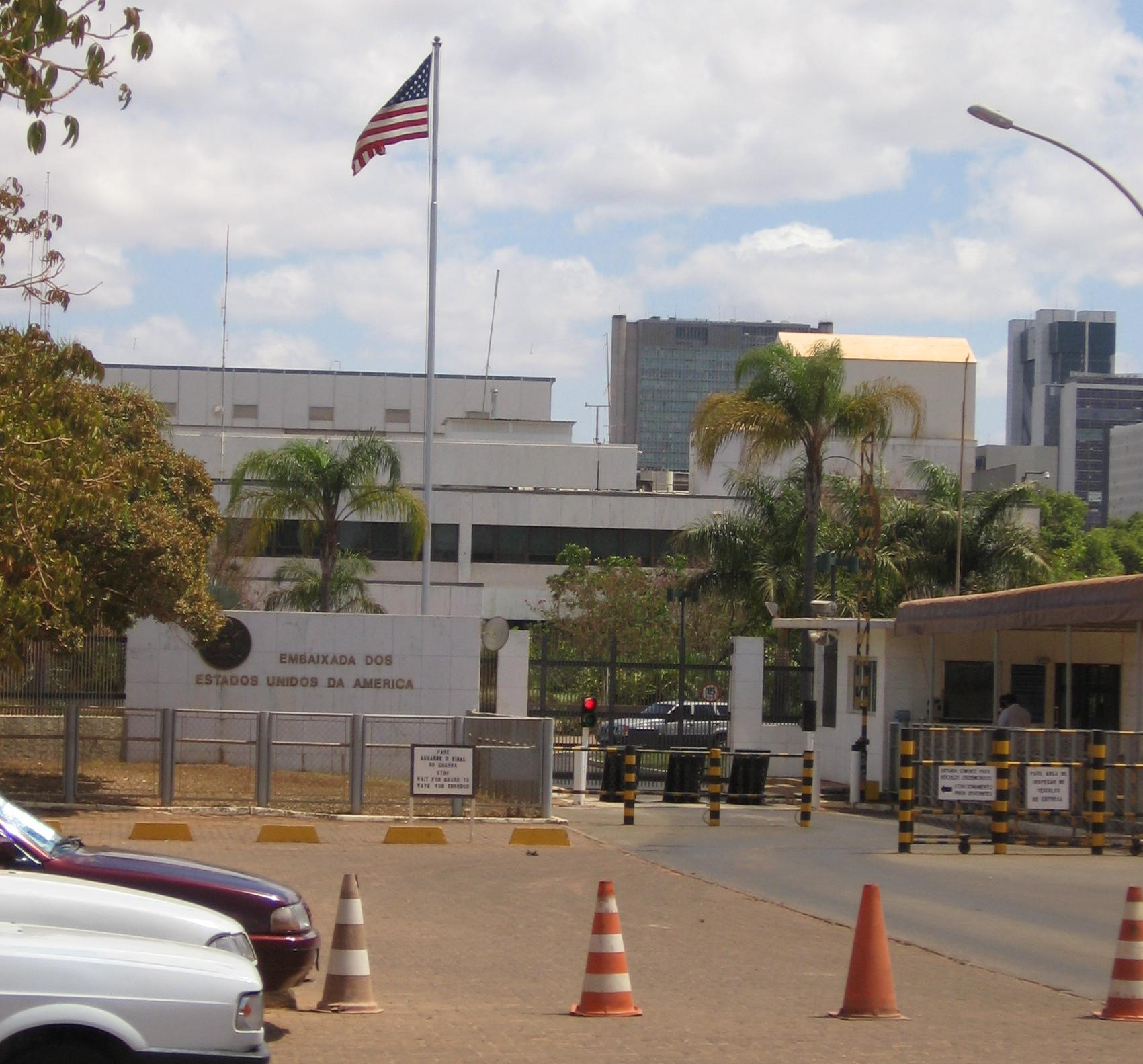
Embaixada dos Estados Unidos em Brasília
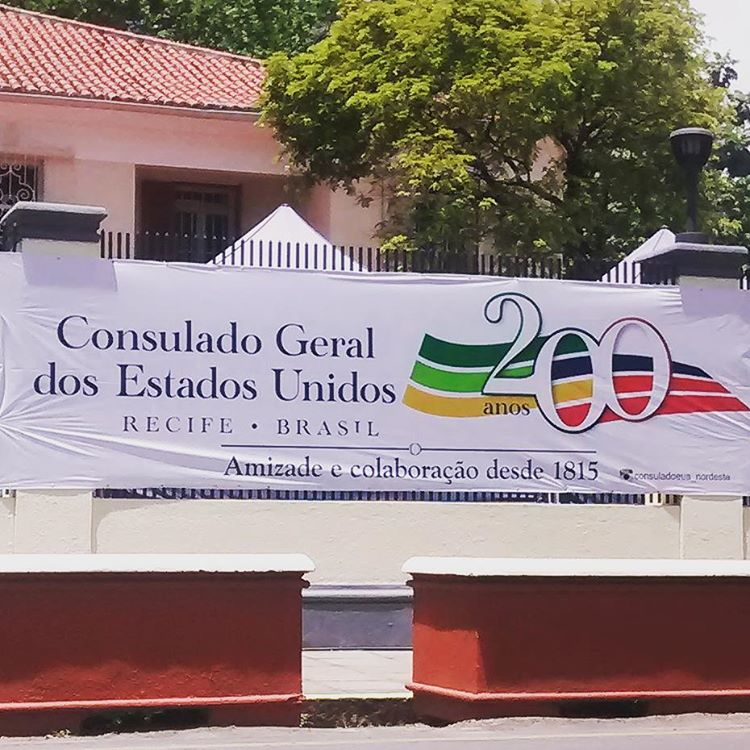
Consulado-geral dos Estados Unidos em Recife
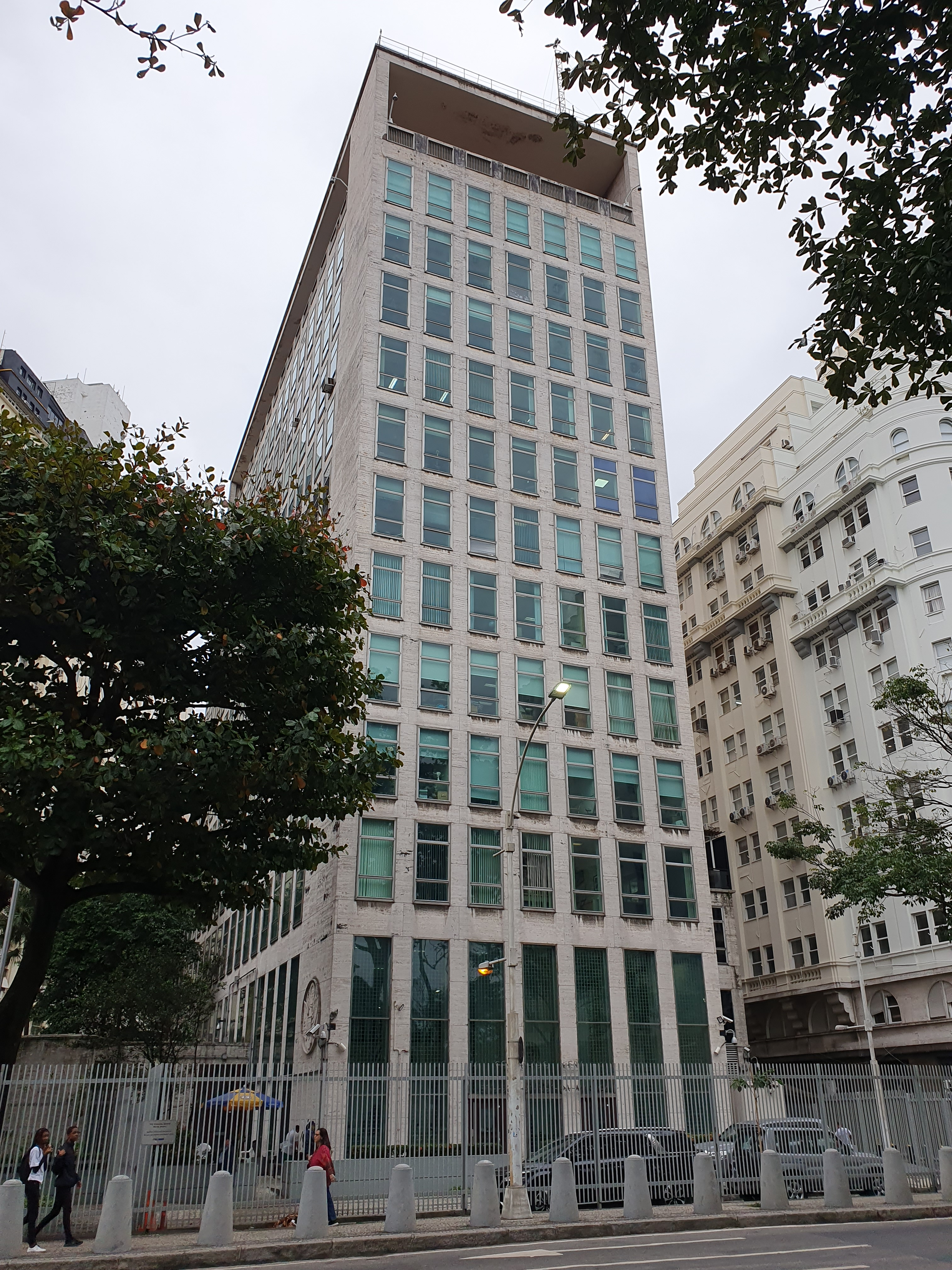
Consulado-geral dos Estados Unidos em Rio de Janeiro

## Comparação entre os dois países
|                        | República Federativa do Brasil                                                                     | Estados Unidos da América                                                                                          |
| ---------------------- | -------------------------------------------------------------------------------------------------- | --- |
| População              | 213 317 639 habitantes                                                                             | 331 449 281 habitantes                                                                                             |
| Área                   | 8 514 877 km² (3 287 597 sq mi)                                                                    | 9 850 476 km² (3 803 290 sq mi)                                                                                    |
| Densidade populacional | 23 hab/km² (57 hab/sq mi)                                                                          | 31 hab/km² (80 hab/sq mi)                                                                                          |
| Capital                | Brasília                                                                                           | Washington, D.C.                                                                                                   |
| Maiores cidades        | São Paulo – 11 821 876 hab (20 893 053 hab na região metropolitana)                                | Nova Iorque – 8 363 710 hab (19 006 798 hab na região metropolitana)                                               |
| Tipo do Estado         | República constitucional federal presidencialista                                                  | República constitucional federal presidencialista                                                                  |
| Idioma oficial         | Português                                                                                          | Inglês (de fato)                                                                                                   |
| Religiões principais   | 64,6% Catolicismo romano 22,2% Protestantismo 8% Sem religião 2% Espiritismo 3,2% Outras religiões | 48.5% Protestantismo 22,7% Catolicismo romano 1.8% Mormonismo 21,3 Sem religião 2,1% Judaismo 3,7 Outras religiões |
| PIB (nominal)          | US$ 1,491 trilhões ($7.010 per capita)                                                             | US$22,940 trilhões ($69.375 per capita)                                                                            |
| Trocas populacionais   | 177 000 estadunidenses vivendo no Brasil                                                           | 1 300 000 brasileiros vivendo nos Estados Unidos                                                                   |
| Gastos militares       | $26,9 bilhões (2019)                                                                               | $706 bilhões (2020)                                                                                                |